# Kutscherkragen

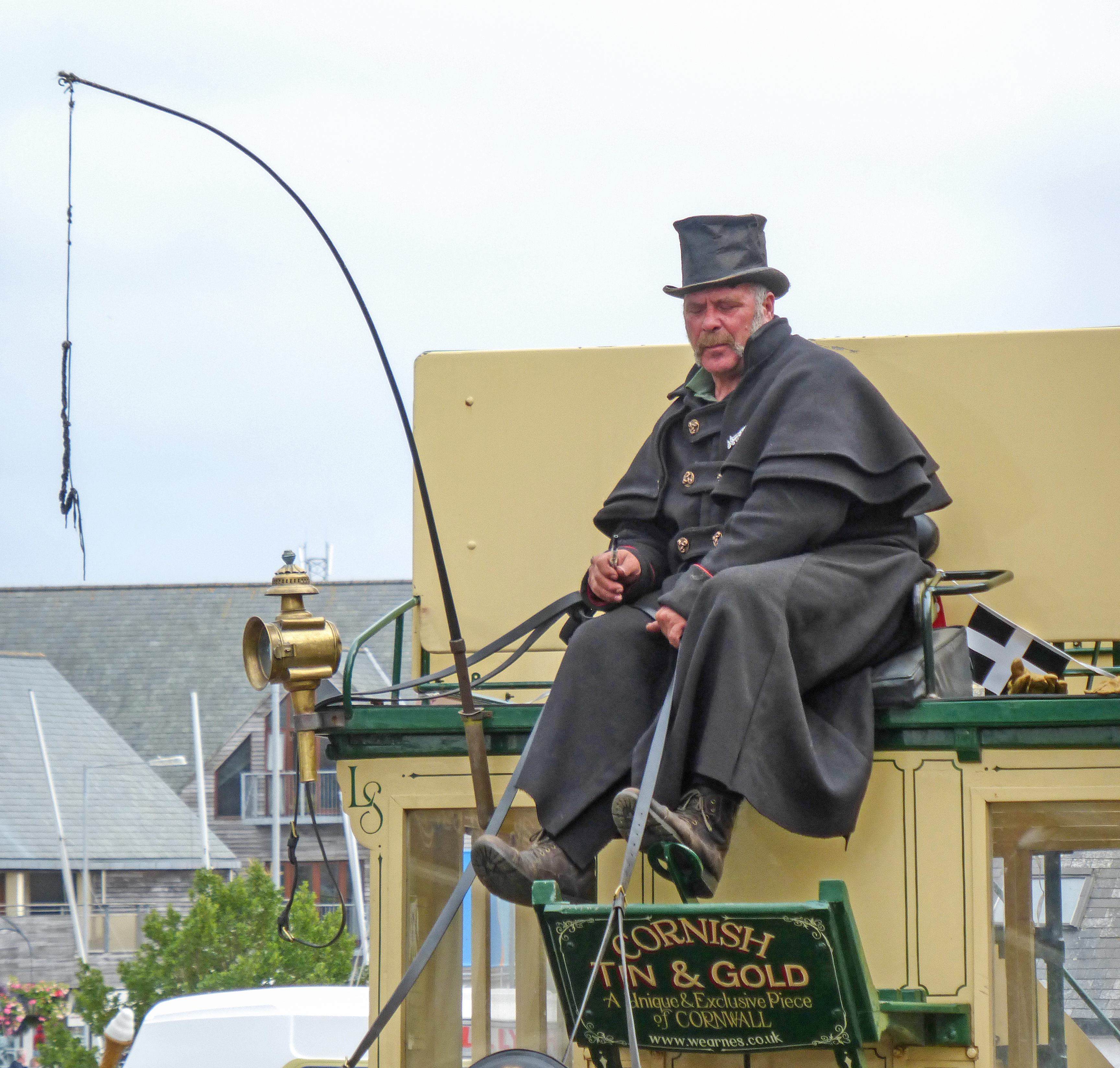
Kutscher im traditionellen Mantel mit doppeltem Kragen (England, 2014)

Der Kutscherkragen ist eine capeartige Kragenform an Damen- und Herrenmänteln. Der Kragen bedeckt die Schultern komplett, er ist wesentlich größer als der zusätzlich darüberliegende Dachkragen. Winterlich mit Pelz besetzt bildet der Kutscherkragen einen breiten und wuchtigen, über die Schultern herabfallenden, mit kräftigem Fell versehenen Herren-Mantelkragen. Historisch ist er Teil des Kutschermantels, wie er als Wetterschutz von herrschaftlichen Kutschern getragen wurde. Charakteristisch für die ursprüngliche Form ist auch, dass der Stoffkragen aus zwei oder mehr Einzelkragen bestand, die aufeinanderliegend in jeder darüberliegenden Schicht kleiner wurden.

## Geschichte
August Friedrich Ernst Langbein beschrieb 1837 in seinen „Prosaischen Werken“ eine „braune Kutte, deren sechsfacher Kutscherkragen den Rücken bedeckte, und sich sogar bis an die Gränze der tiefern Gegend, die man nicht gern nennt, ausdehnte“ und dem Besitzer das Aussehen eines polnischen Bärenführers gab.
Vor dem Aufkommen des Automobils, als die Herrschaften noch Kutschen benutzten, war in kalten Gegenden für den vorne sitzenden Kutscher oder Schlittenführer ein besonders warmer Mantel im Winter lebensnotwendig. Zumindest für die Passagiere wurden oft noch zusätzlich wärmende Fußsäcke und Pelzdecken bereitgehalten. Der Mantel oder noch feiner die Livree des Kutschers sollte dabei auch angemessen den Wohlstand der Besitzer repräsentieren. Dies konnte sich auch durch die Wahl des Kragenmaterials zeigen. War eigentlich ein Besatz aus einfachem Schaffell als Kälteschutz ausreichend, wurden häufig auch edlere „rauche“ Fellarten verwendet. Da aber offenbar ganz besonderer Wert auf eine auffällige Üppigkeit der Kragen der Kutscher gelegt wurde, nahm man vor allem Felle des Schwarz- und des Braunbären sowie Felle von langhaarigen Ziegen, sogenannten „Bärenziegen“. Zum Pelzkragen gehörten sehr häufig auch Pelzmanschetten und eventuell eine Pelzmütze. Als „Pelzgarnitur“ gearbeitet, waren Kragen und Manschetten abnehmbar und der Mantel somit auch an weniger winterlichen Tagen angemessen tragbar.
Der Leipziger Pelzgroßhändler Friedrich Erler bot um 1900 an:
Kutscherpelze in zweckmäßiger Form, mit gutem Lammfellfutter 90 bis 120 Mark
Kutscherkragen
von Bär, naturell und gefärbt, 35 bis 120 Mark
von Bär, Aufschläge, 30 bis 60 Mark
Bärenziege 15 bis 35 Mark
Kutschermützen, in Fuchs, Waschbär, 15 bis 30 Mark.
Weitere wertvollere beliebte Fellmaterialien für den beruflichen wie für frühere zivile Kutscherkragen waren Wolfsfelle und die kräftigeren Qualitäten der meist etwas flachhaarigeren Waschbärfelle und Skunkfelle.

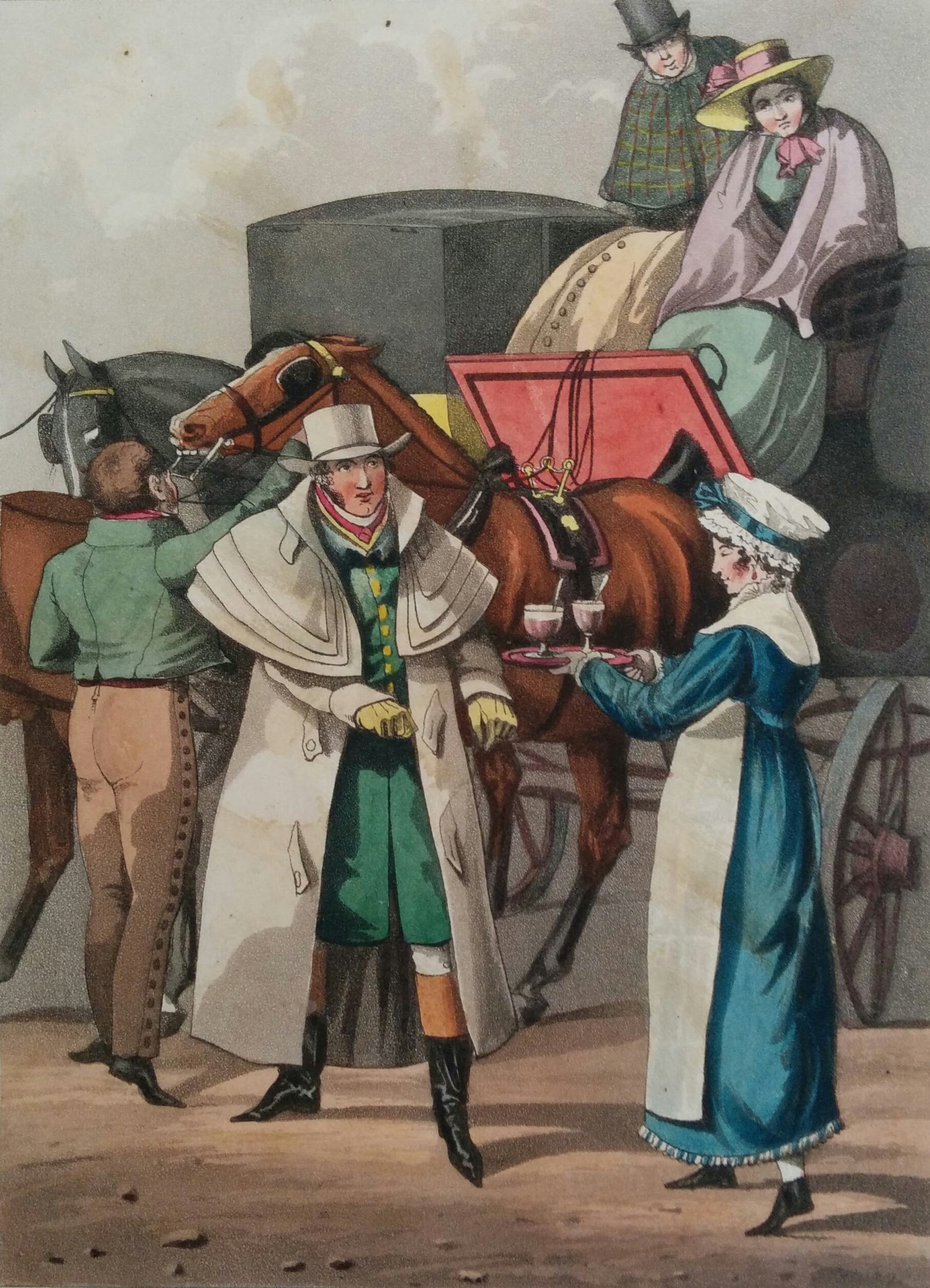
Kutscher mit fünffachem Kragen (England, 1822)
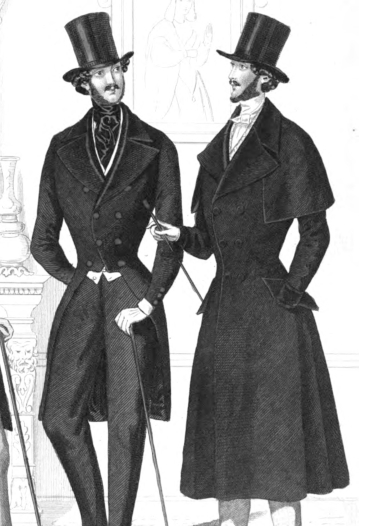
Rechts Kutscherkragen auf einem eleganten Herrenmantel (1843)
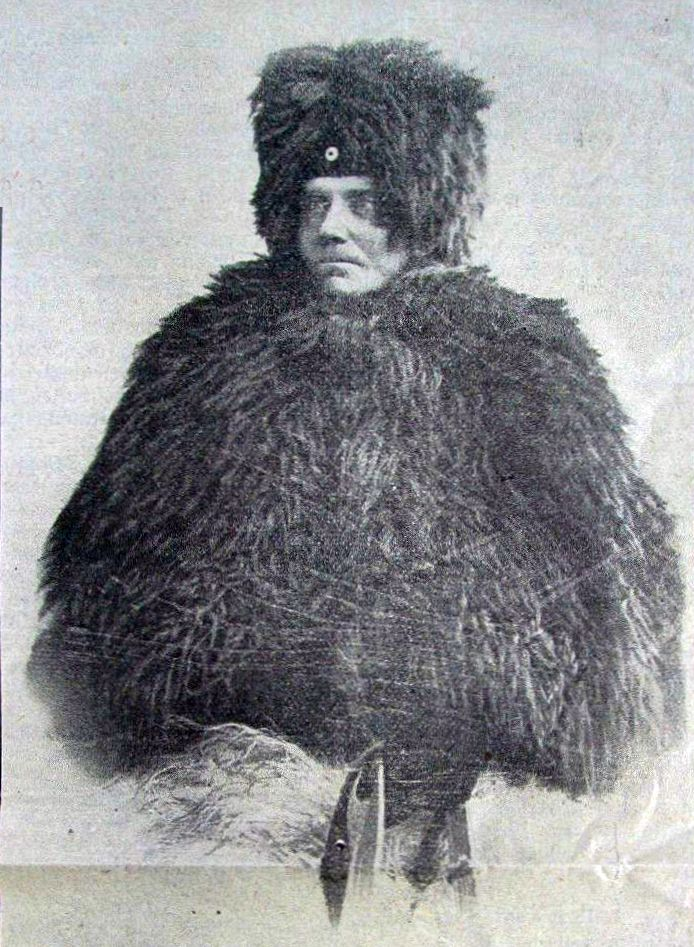
Die „abgebildete Kutschergarnitur, bestehend aus Pelzkragen, Mütze und Handschuhen ist aus besten, ganz dunklen Heidschnucken-Fellen hergestellt und wirken solche Garnituren sehr elegant und apart.“ (Soltau, 1903)
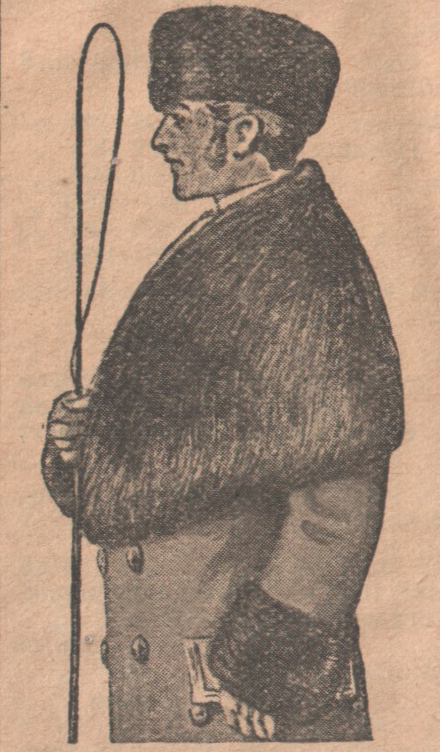
Kutschergarnitur des Breslauer Kürschners M. Boden (1917)

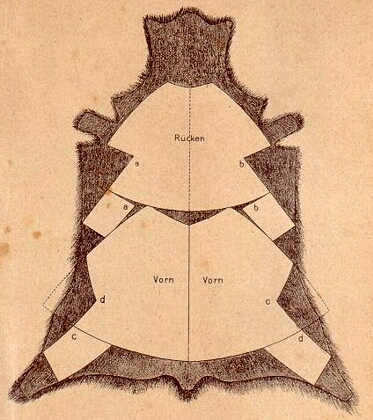
Zuschnitt eines russischen Ziegenfells für einen Kutscherkragen (1895)

## Herstellung des Pelzbesatzes
Für die Herstellung der ebenfalls als Kutscherkragen bezeichneten großen Pelzkragen in der zivilen Mode sind die für die einzelnen Fellarten üblichen kürschnerischen Arbeitsmethoden anzuwenden.
Kürschnermeister Heinrich Hanicke aus Leipzig beschrieb im Jahr 1895 die Herstellung aus schwarzen und „dann und wann auch braunen Bären“ zu „eleganten und nebenbei äußerst haltbaren Kutschergarnituren“, die sehr beliebt waren (siehe Arbeitsskizze):
„In Taf. 8 ist ein Beispiel gegeben, Kragen und Manschetten aus einem Fell zu erzielen. Erscheint auch diese Art der Verarbeitung etwas kompliziert, so wird sich mancher Interessent bald gern damit befreunden. Der Pumpf ist hier, wie das Fell selbst es fast angibt, zu den Vorderteilen verwendet, während das Mittelstück mit Hülfe der Zwischenabfälle das Rückteil ergeben. Die Manschetten endlich sind aus dem starkledrigen Nacken und Kopfstück entnommen. Am Halsausschnitt ist es ratsam, einen schmalen Stehkragen aus den dichtesten Abfällen herzustellen, derselbe ist immer einer einfachen Einfassung vorzuziehen, er gewährt mehr Schutz und ist der Reibung bez. Abnutzung nicht allzusehr ausgesetzt.“
Paul Cubaeus, „praktischer Kürschner in Frankfurt am Main“, erklärte seinen Kollegen 1891 den Arbeitsvorgang der Endausfertigung für einen lose zu tragenden Kragen wie folgt: „Große pelerinenähnliche Kutscherkragen werden ebenso gearbeitet, wie die Damenpelerinen, nur daß sie mit Tuch gefüttert werden. Sie müssen am Vordertheil, wo Haken und Oesen, eventuell Passementerie darauf gesetzt wird, mit starker Leinwand besetzt und befestigt werden“.